# Boban Marjanović

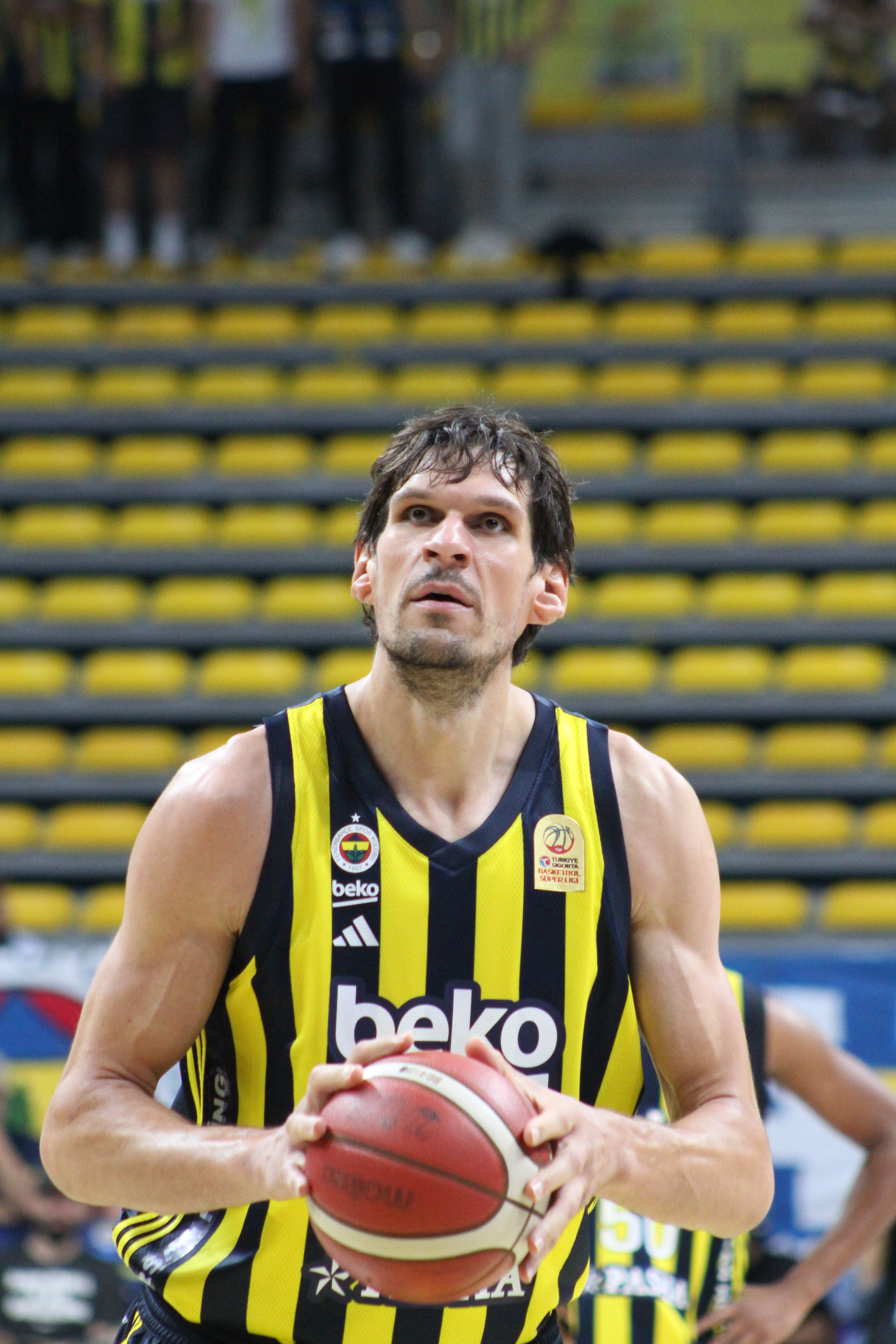
Boban Marjanović, 2024.

Boban Marjanović, serbiska: Бобан Марјановић, född 15 augusti 1988 i Boljevac i Socialistiska republiken Serbien i Socialistiska federativa republiken Jugoslavien (idag Serbien), är en serbisk professionell basketspelare (C) som spelar för Houston Rockets i National Basketball Association (NBA). Han har tidigare spelat för San Antonio Spurs, Detroit Pistons, Los Angeles Clippers, Philadelphia 76ers och Dallas Mavericks.
Marjanović har också spelat som proffs i Litauen, Ryssland och Serbien.
Han var med och vinna silvermedalj, tillsammans med det serbiska basketlandslaget, vid europamästerskapet i basket för herrar 2017.
Marjanović blev aldrig NBA-draftad.
Han har haft skådespelarroller i bland annat John Wick: Chapter 3 – Parabellum och Self Reliance.